# Muzeum Włodzimierza Wysockiego w Koszalinie
Muzeum Włodzimierza Wysockiego w Koszalinie – prywatne muzeum z siedzibą w Koszalinie. Placówka jest prywatnym przedsięwzięciem dr Marleny Zimnej (1969 –2016)  – absolwentki moskiewskiego Uniwersytetu im. M.W. Łomonosowa.
Muzeum zostało otwarte dla zwiedzających w maju 1994 roku. Początkowo mieściło się przy ul. Drzymały, natomiast od 1995 roku mieści się w prywatnym mieszkaniu przy ul. gen. Andersa. Placówka gromadzi pamiątki, związane z osobą Włodzimierza Wysockiego  – rosyjskiego barda i poety. W jej zbiorach znajdują się m.in. rzeczy osobiste artysty, jego fotografie, rękopisy i autografy, tomiki poezji oraz opracowania naukowe poświęcone osobie i twórczości poety, wydane w wielu językach świata, a także plakaty, afisze, programy teatralne, dokumenty, ekslibrisy i znaki filatelistyczne, związane z Wysockim. Placówka dysponuje również bogatą wideoteką i fonoteką.

Poza działalności wystawienniczą i dokumentacyjną, muzeum od 2007 roku współorganizuje Międzynarodowy Festiwal Filmów Dokumentalnych o Włodzimierzu Wysockim „Pasje według świętego Włodzimierza”. W 2014 roku przy placówce został powołany prywatny Instytut im. Włodzimierza Wysockiego.
Muzeum jest placówką całoroczną, czynną w dni robocze.